# Église Saint-Vit de Griesbach
Pour les articles homonymes, voir Saint-Vit et Griesbach.
L'église Saint-Vit de Griesbach est un édifice religieux où l'on pratique les cultes catholique et luthérien. Il est situé au 47, rue Principale, dans un écart de la commune française de Gundershoffen, dans le nord de l'Alsace, en France.

## Historique
La date de la première construction en 1492 figure sur l'armoire eucharistique. Les trois niveaux inférieurs de la tour chœur datent de cette époque.
L'église de Saint-Vit de Griesbach a été reconstruite à la fin du XVIIe siècle, en 1761. La date est gravée sur les deux portes d'entrée.
L’église simultanée sert encore actuellement aux cultes protestant et catholique. Le village, qui a accepté la Réforme en 1564, d'abord annexe de Mertzwiller, puis rattaché ensuite à Gundershoffen.
Le simultaneum introduit en 1685, est toujours en vigueur dans l'église actuelle.

## Architecture
L'édifice de style néo-roman se compose d'une nef rectangulaire terminée par une tour chœur dont le rez-de-chaussée a perdu sa voûte et a été plafonné.
La tour et les chaînes d'angles sont en pierres de taille de grès rose.

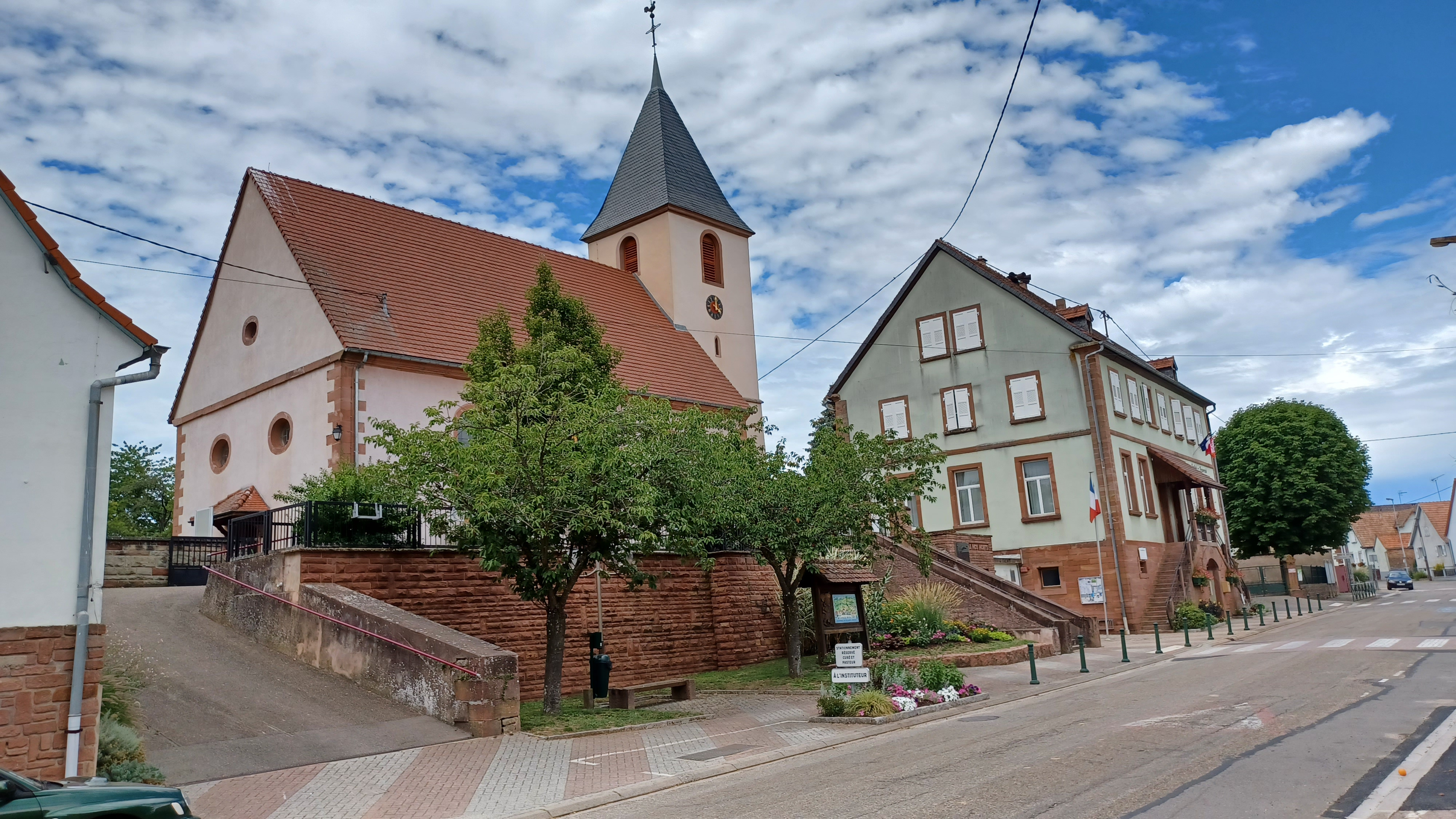
Église et mairie.
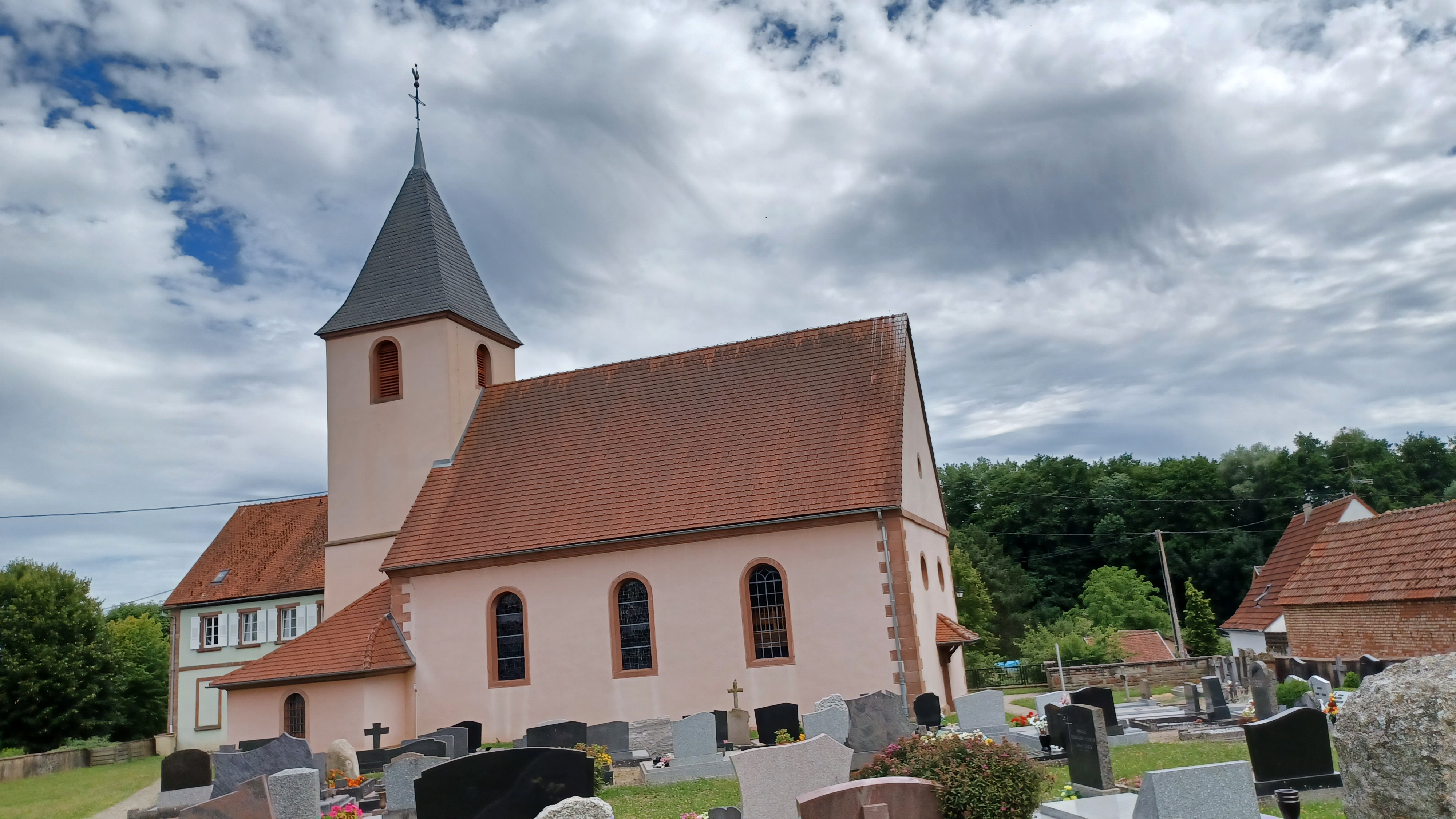
Église côté cimetière.

## Mobilier

### Les vitraux
Comme pour l'église protestante de Gundershoffen les vitraux sont d'Ernest Paul Michel Gustave Werlé,.

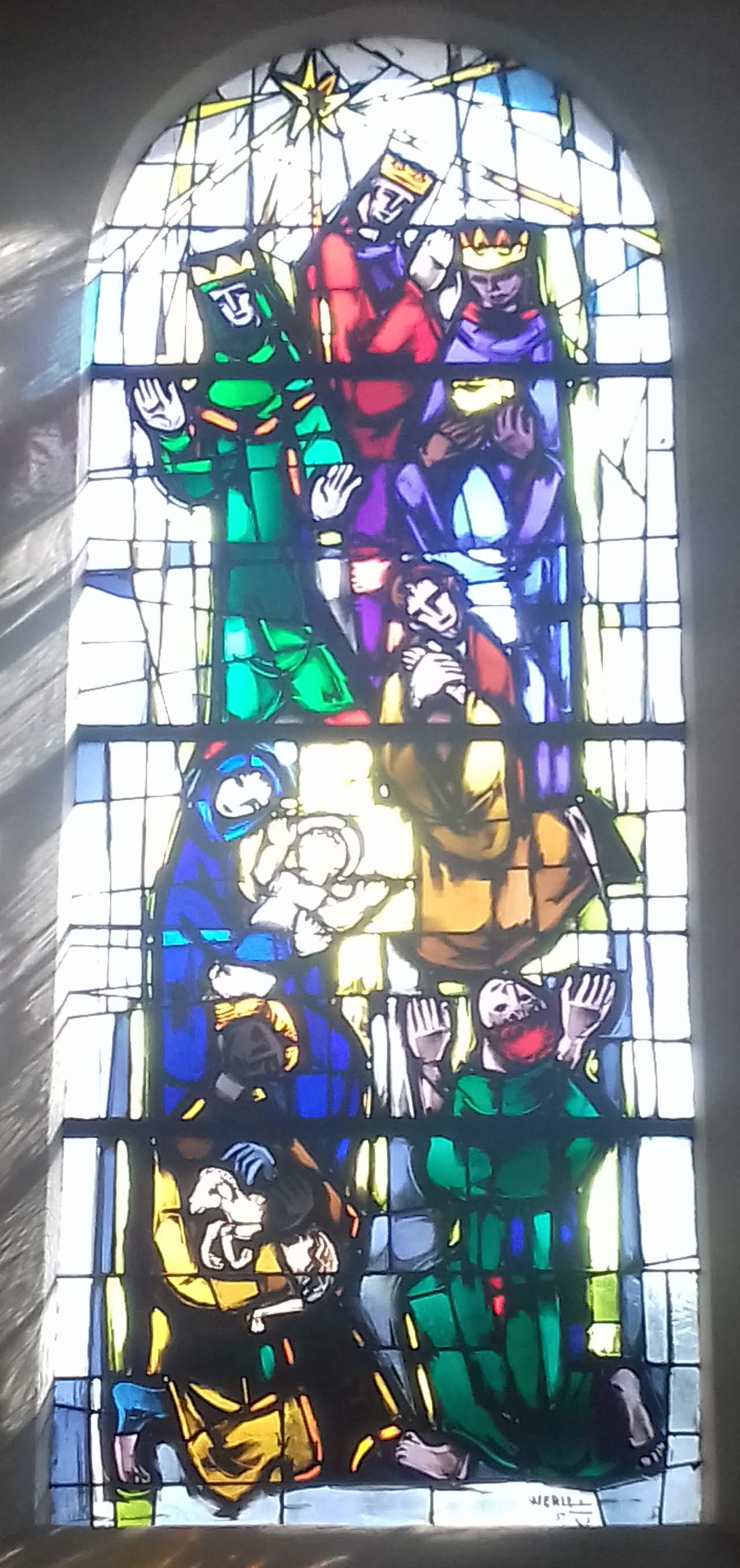
Vitrail.
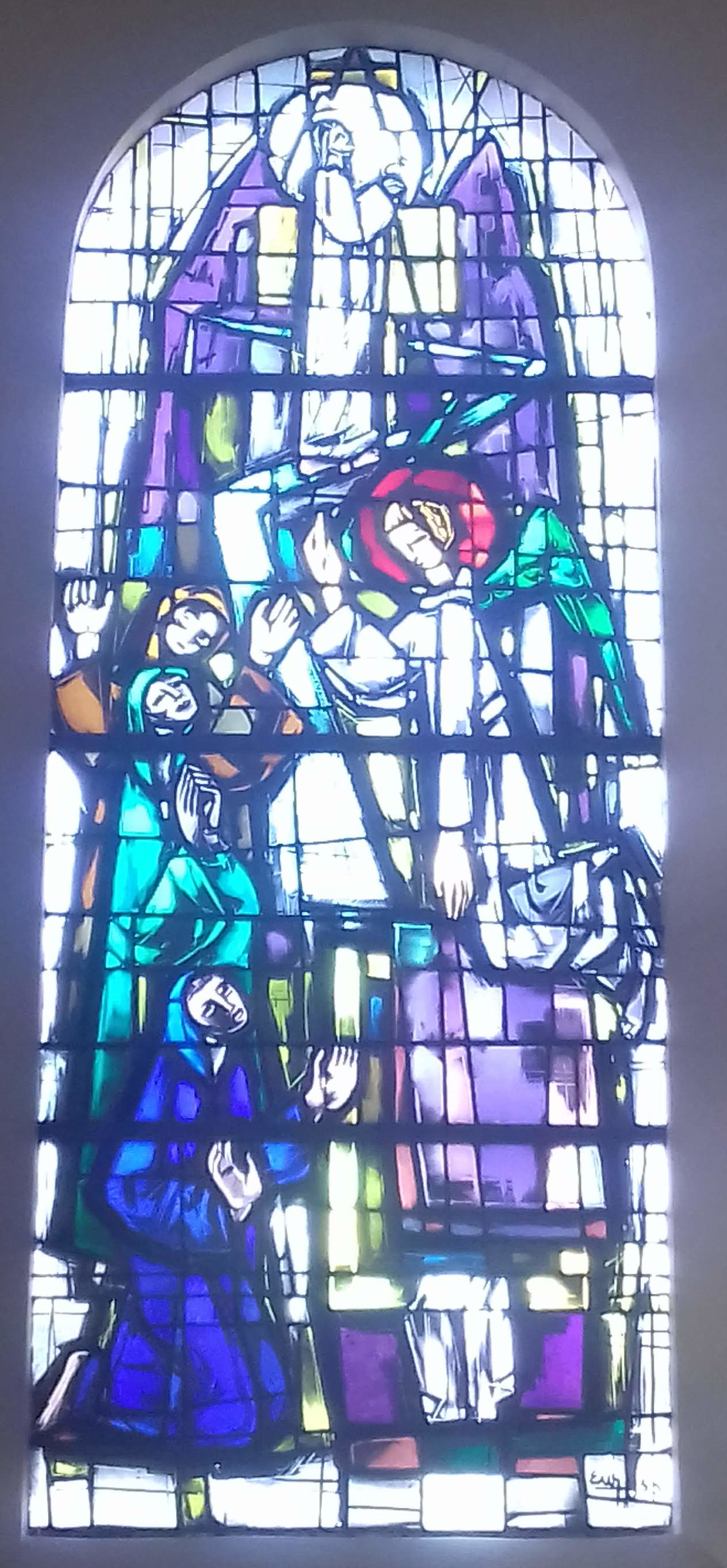
Vitrail.
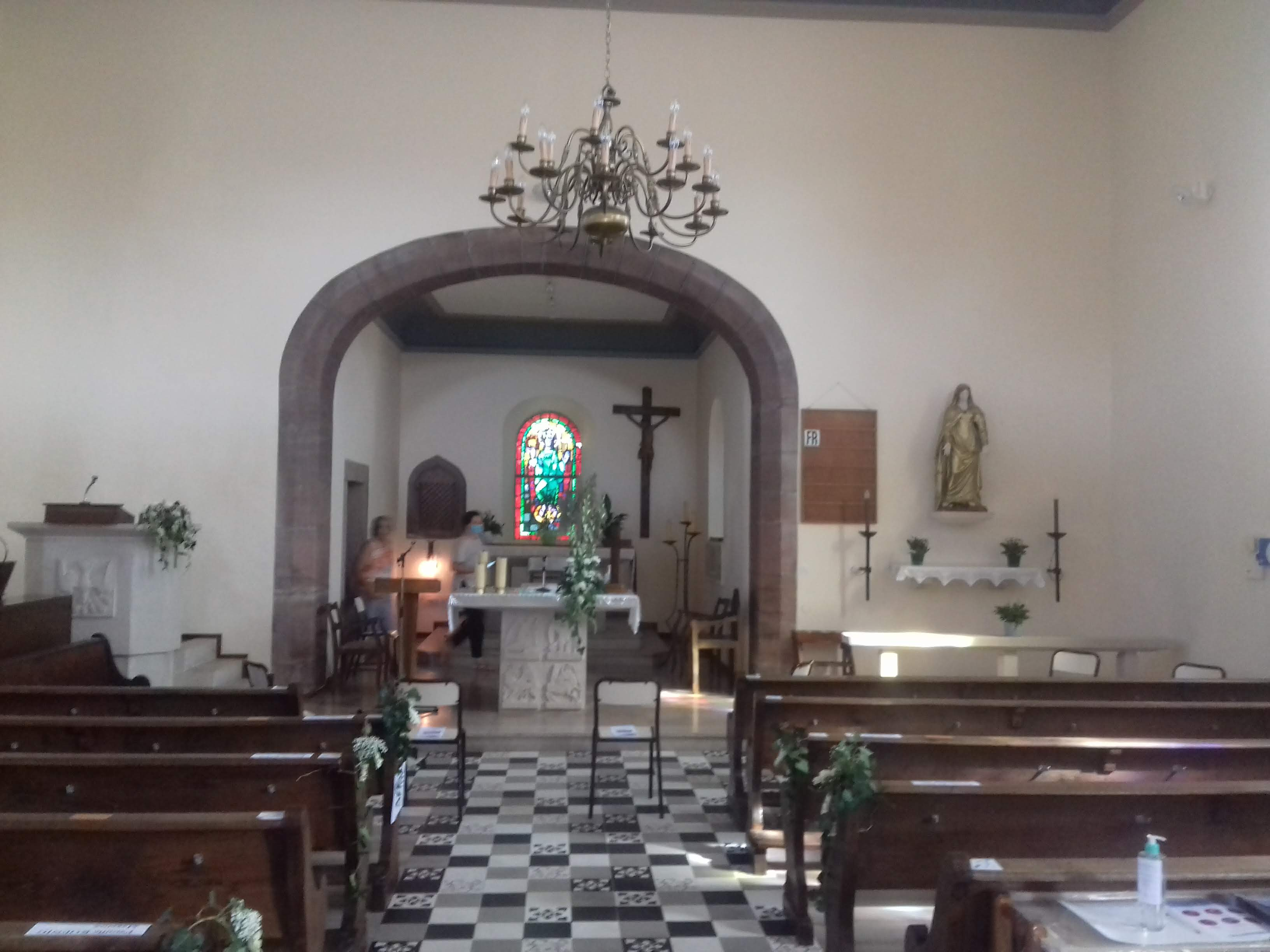
Chœur de l'église.
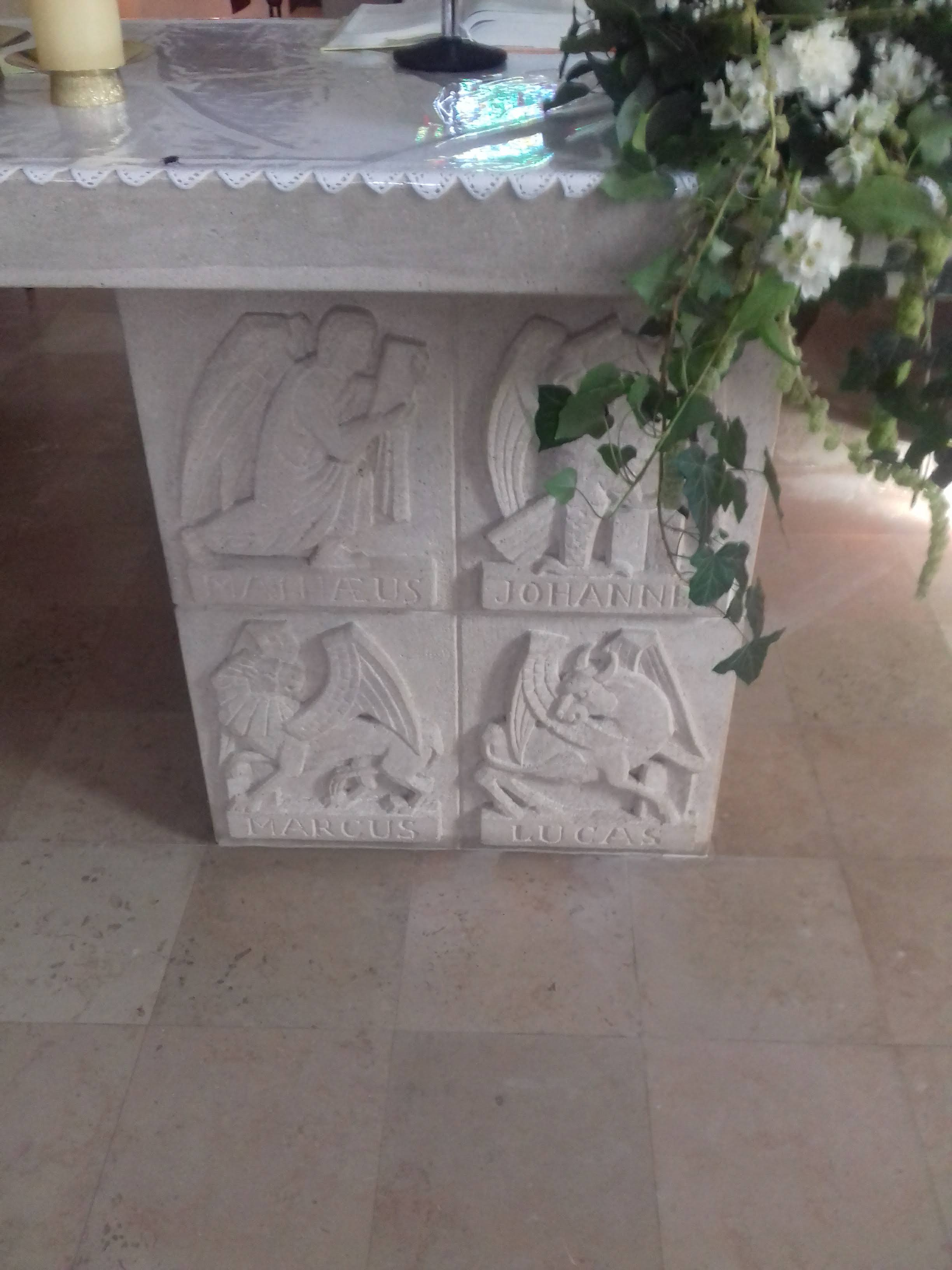
Détail de l'autel.
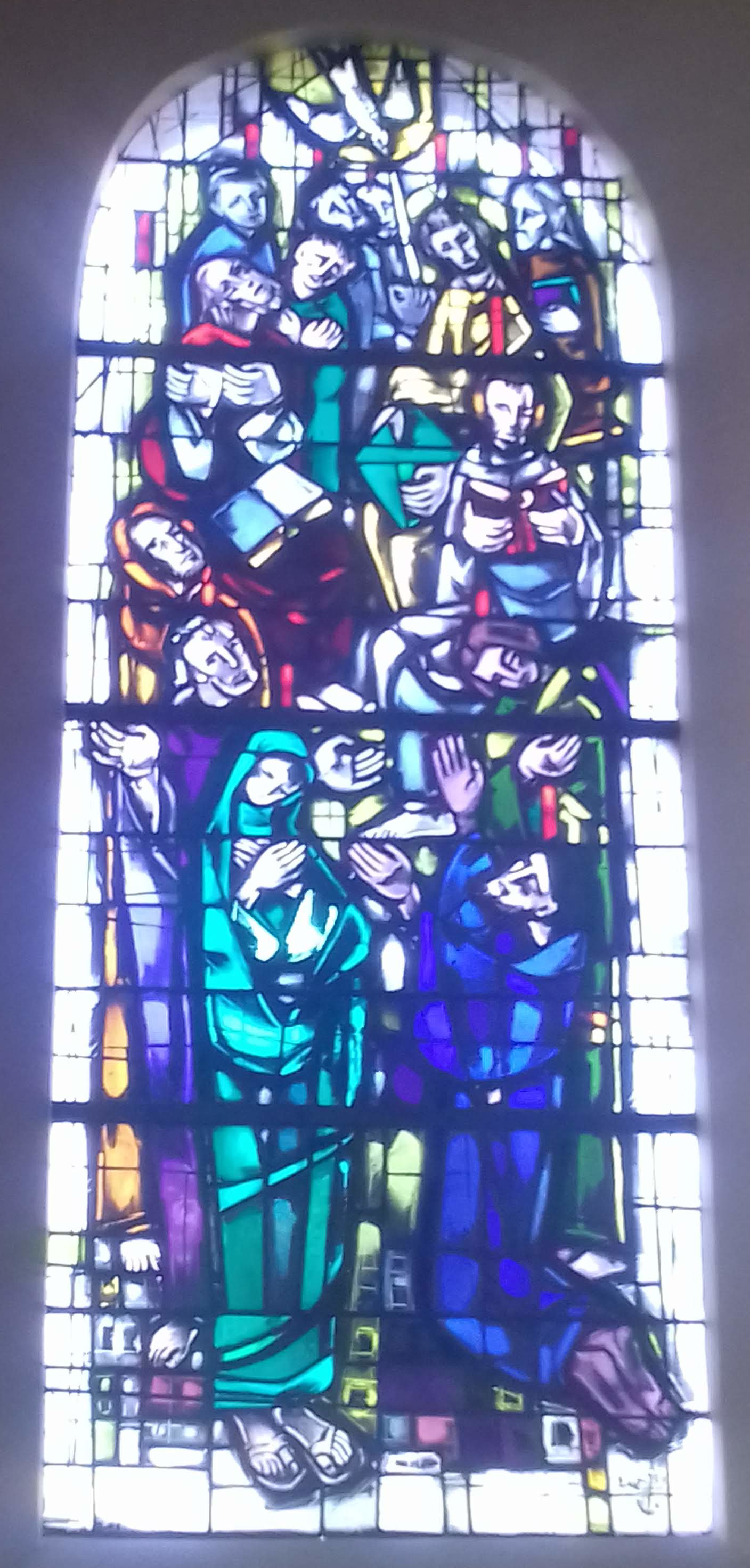
Vitrail.
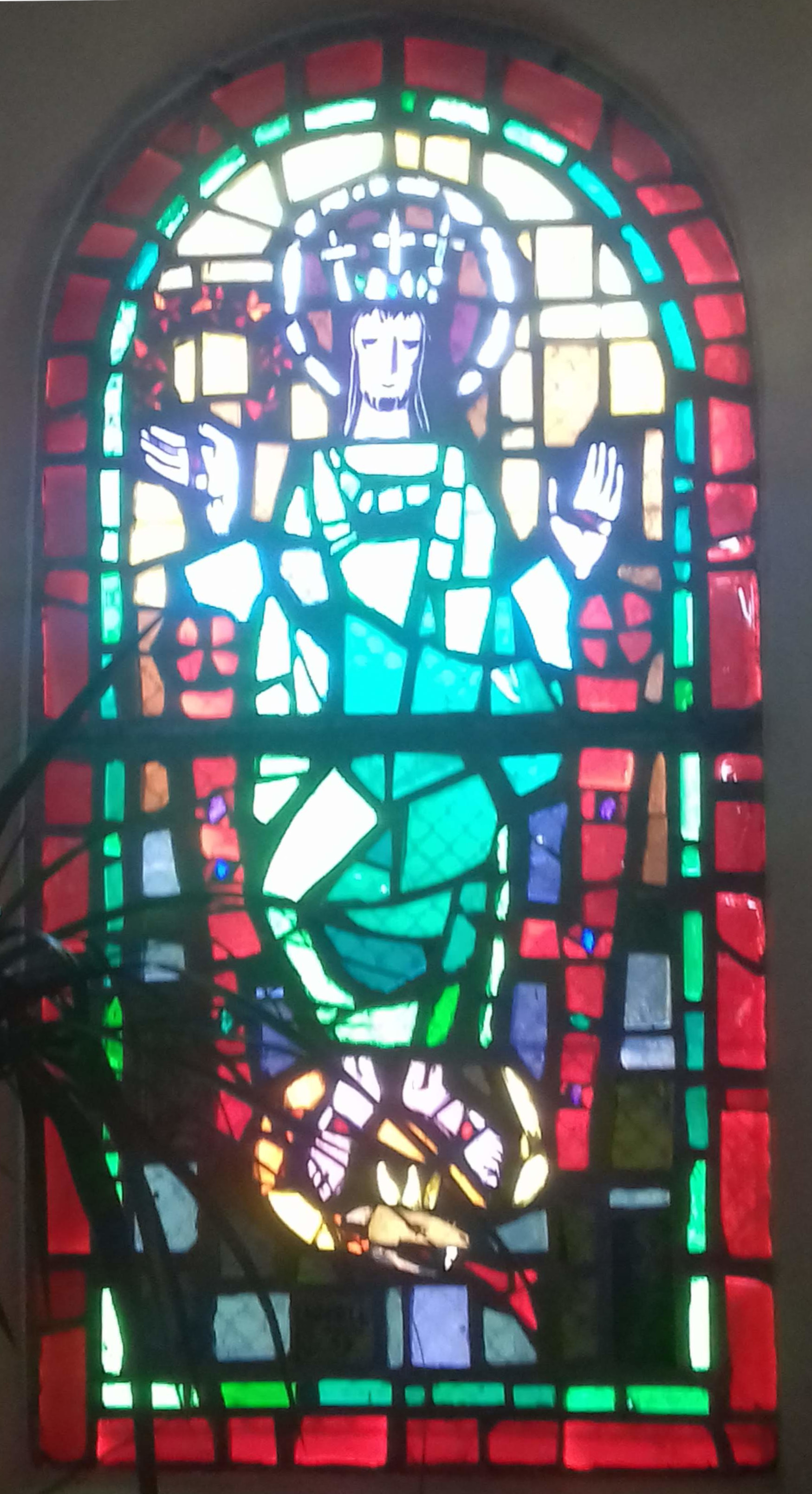
Vitrail.
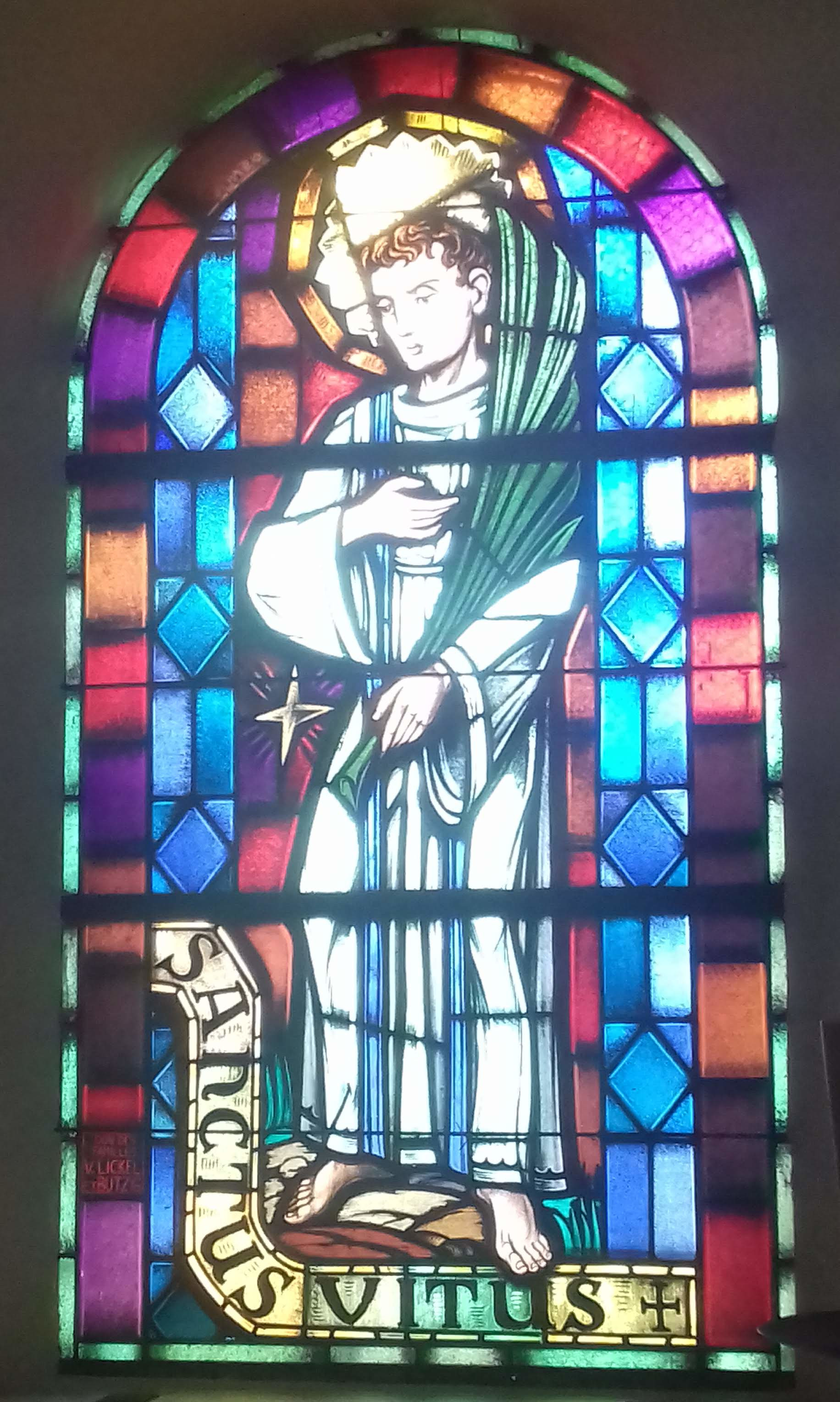
Vitrail.

### Autre
Recensement réalisé par l'Inventaire général du patrimoine culturel de la région Grand Est :
- boîte à hostie[4],
- christ en croix[5],
- plat de communion et aiguière de baptême[6]
- orgue[7],[8].

Autres éléments mobiliers à l'étude :
- calice ; ciboires ; ostensoir ; verrières ; statues ; aiguière de baptême ; coupe à boire ; ciboire[9].

## Les curés etpasteursayant officié et officiant à Gundershoffen
Les ecclésiastiques hostiles à la Constitution civile du clergé, décret adopté en France par l'Assemblée nationale constituante le 12 juillet 1790 lors de la Révolution française ont été nombreux en Alsace.
Un quart du clergé d'Alsace seulement acceptera de se prêter à la prestation de serment constitutionnel. Au nombre des membres du Clergé réfractaire ou d'Insermentés, il y a eu le curé de Gundeshoffen, Sébastien Krummeich, qui a exercé son ministère à Gundershoffen de 1788 à 1798.

### Note
1. ↑  Églises d'Alsace possédant des vitraux de C. Werlé : Dachtein, Griesbach, Mertzwiller, Gumbrestschtshoffen, Oberroredern, couvent d'Oberbronn, église protestante de Neudorf, Gundershoffen, St Jean de Strasbourg, etc.
2. ↑  Voir la liste des pasteurs ayant officié à Gundershoffen, sur Gundershoffen, Eberbach, Griesbach et ses hameaux. Le temps passe... les souvenirs restent, Éditions Carré Blanc. Collection Mémoires de vie, p. 67. Voir aussi l'article du 7 novembre 2008 sur Les dernières nouvelles d'Alsace : Les paroisses de Gundershoffen et Griesbach ont eu la joie d'accueillir leur nouveau pasteur vicaire, Rebecca Schmidt, originaire de Mackwiller en Alsace Bossue.